# Kurt Stettler (Fussballspieler)

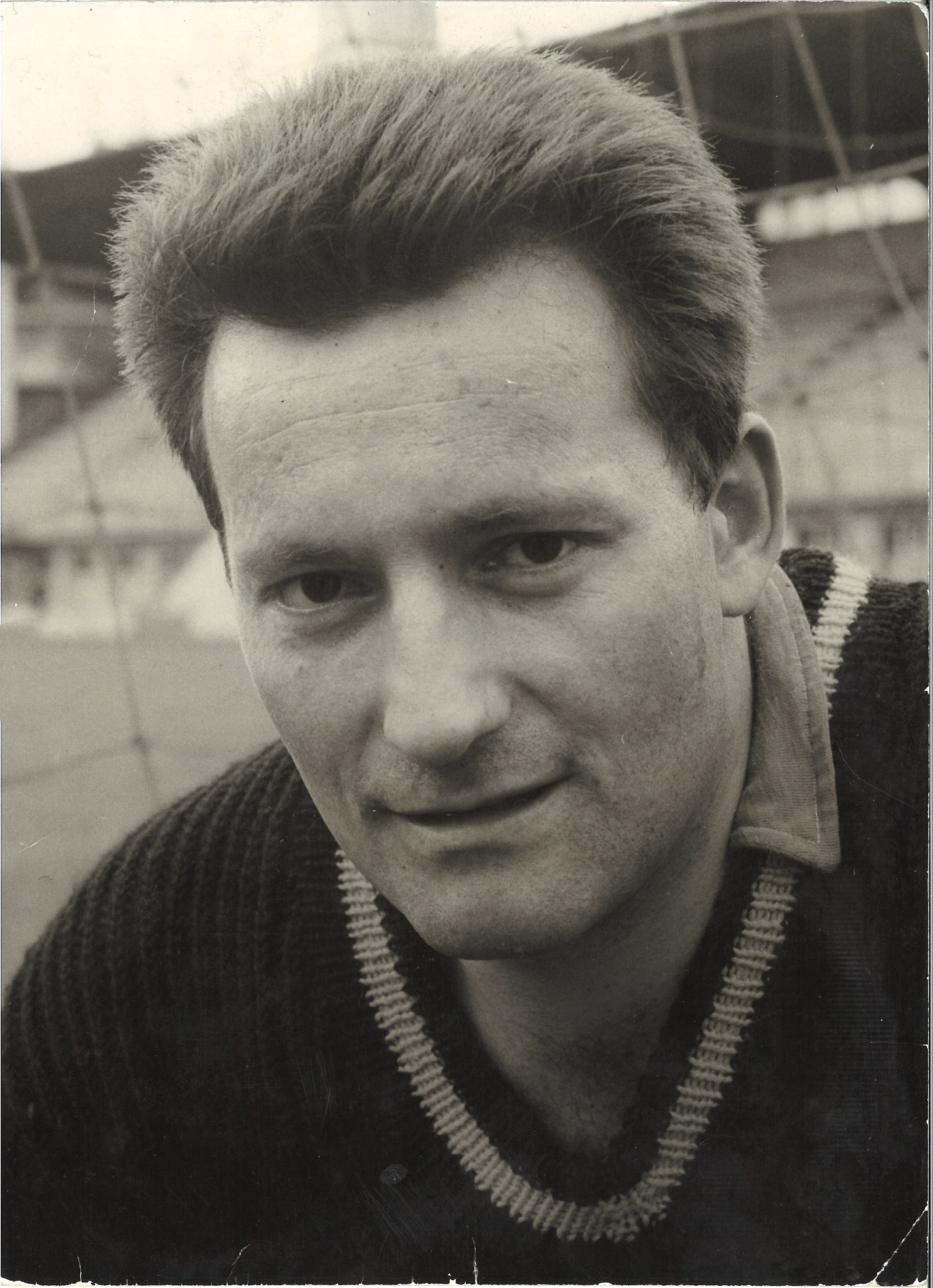
Kurt Stettler

Kurt Willi Stettler (* 21. August 1932 in Stettlen; † 8. Dezember 2020 in Zürich) war ein Schweizer Fussballtorhüter. Er wirkte rund acht Jahre als Stammtorhüter beim FC Basel. In seine Zeit fallen ebenfalls das Aufgebot fürs Nationalteam an der Weltmeisterschaft in Chile 1962 und der Cupsieg 1963 mit dem FC Basel.

## Leben
Kurt Stettler wurde 1932 in seinem «Namensvetterdorf» Stettlen im Worbental bei Bern geboren. 
Er war verheiratet, hatte Kinder und lebte zuletzt in Au ZH. Er verstarb im Dezember 2020 während der COVID-19-Pandemie im Waidspital Zürich im Alter von 88 Jahren an COVID-19.

## Berufe
- Gelernter Bäcker-Konditor
- Verkäufer, später Leiter Center Bläsi
- Inspektor Sport-Toto-Gesellschaft

## Karriere

### Vereine
Die ersten fussballerischen Gehversuche unternahm Kurt Stettler bei den Schülermannschaften der Young Boys.
Während seiner Lehre zu Bäcker-Konditor wirkte er bei den Junioren von Ostermundigen.
Nach einem Abstecher ins Tessin, wo er unter anderem beim FC Lugano als Reservetorhüter im Schatten des berühmten Corrodi agierte, wechselte er zum FC Bern. Dort wurde er neben Pelozzi oft im Fanionteam eingesetzt.
Nach dem Abstieg der Berner ging Stettler zum FC Luzern, wo er sich bessere Perspektiven versprach. Trotz nochmaligen Abstiegs blieb er den Leuchtenstädtern treu.
Seine Markenzeichen waren schon damals die gute Sprungkraft, das sichere Stellungsspiel und das beherzte Herauslaufen.

### Teilnahme an der WM in Chile 1962
Zu diesem Zeitpunkt hatte er noch keinen nationalen Titel gewonnen, doch aufgrund seiner konstant guten Leistungen wurde er für die WM in Chile nominiert, zusammen mit Charly Elsener und Antonio Pernumian. Kurt Stettler war zu diesem Zeitpunkt knapp 30 Jahre alt.

### Wechsel zum FC Basel
Als Kurt Stettler zum FC Basel wechselte, galten die Basler in der Schweiz als aufstrebender NLA-Club. Mit Ausnahme des Meistertitels 1953 hatte dem FC Basel jedoch immer ein  bisschen Glück zu einem grossen Titel gefehlt.
Im Frühling 1963 konnten sich die Basler in einem packenden Halbfinal gegen Lausanne-Sports vor 18000 Zuschauern für den Cupfinal qualifizieren.
Kurt Stettler hatte an diesem wichtigen Match seinen grossen Tag, da er durch seinen Einsatz und die unermüdlichen Paraden nach links und rechts in höchster Not das Tor verteidigen konnte.
Am Ostermontag 1963 waren es die Grasshoppers, die dem FC Basel gegenüberstanden und die es zu bezwingen galt.
Nach einer ausgeglichenen Partie, die lange auf Messers Schneide stand, kamen die von unglaublich vielen Fans unterstützten Basler durch Heinz Blumer zum 1:0.
Nach einem Freistoss von Hans Weber konnte Otto Ludwig den Ball verwerten und erzielte das 2:0.

### Titel und Erfolge
- Cupsieger 1962/63 mit dem FC Basel
- zweimaliger Einsatz im Messestädte-Cup gegen den FC Barcelona
- Teilnahme an der WM in Chile 1962 mit der Schweizer Nationalmannschaft